# Margareta Brahe
För en annan person med samma namn, se Margareta Brahe (1559–1638).
Margareta Abrahamsdotter Brahe, född 1603, död 1669, var en svensk adelsdam, genom äktenskap lantgrevinna av Hessen-Homburg. Brahe var på sin tid omtalad för sina äktenskap och förlovningar, som omtalades som skandaler. Hon var även hovfunktionär som hovmästarinna mellan 1644 och 1648.

## Biografi

### Tidigt liv och hovkarriär
Margareta Brahe var dotter till Abraham Pedersson Brahe och Elsa Gyllenstierna samt syster till greve Per Brahe den yngre och kusin till Ebba Brahe. Hon var hovfröken hos drottningen Maria Eleonora fram till sitt första giftermål. Som hovfröken följde hon med drottningen under en resa till Tyskland.
Hon blev 1633 gift med riksstallmästaren Bengt Bengtsson Oxenstierna, och tillbringade äktenskapet i Livland, där han hade en post. 1643 blev hon änka efter ett barnlöst äktenskap.
Margareta Brahe blev 1644 hovmästarinna hos drottning Kristina. Denna tjänst var under Kristinas regeringstid delad på flera personer,  och Margareta Brahe tjänstgjorde tillsammans med Kerstin Bååt, initialt under Beata Oxenstierna. 
Brahe tillmättes inflytande vid hovet och fick som hovdam motta flera ansökningar av människor som ville att hon skulle göra efterforskningar på deras räkning. Vid mitten av 1640-talet fick hon till exempel en ansökan om en hovtjänst av Kristina Horn; en ansökan om att rekommendera en präst i Riga inför den nye svenska generelaguvernören där 1645; och en ansökan om att få behålla sitt regemente av Erik Stenbock 1646. Hon gav också stipendier till studenter, så som till Nikolaus Kinerius 1644. 1648 kallas hon av Kristinas kusin Eleonora Katarina av Pfalz för hennes "käraste beskydd", möjligen för att hon hade försvarat denna då hon nedkom med ett utomäktenskapligt barn.

### Andra äktenskapet
Brahe mottog 1647 ett frieri från riksmarskalken Johan Oxenstierna. Detta ansågs vara en skandal på grund av att han var elva år yngre, men orsakade också politisk oro vid hovet, där drottning Kristina försökte balansera mellan släkterna Brahe och Oxenstierna. 
Johans bror Erik friade till Elsa Elisabeth Brahe, och detta omtalades som ett politiskt schackdrag av Johans far rikskansler Axel Oxenstierna. I själva verket var han emot äktenskapet eftersom han bedömde Margareta som gammal och steril, även om han erkände att hon var populär och trevlig: "Jag och din moder", så skrifver han till sonen: "kunna ej annat än gilla fru Margarethas person och skulle henne villigt till sonhustru anamma. Dock se vi oss ogerna, i följe af sådant giftermål, beröfvade allt hopp att genom dig och henne hugnas med barnbarn. Du är vår äldste son och näst Gud vårt hopp och stöd. Du är ännu ung, knappt fem och trettio år, jag kan sålunda icke förstå, hvarföre du skall belastar dig med en gammal, ofruktsam qvinna, och dymedelst göra hvad du kanske framdeles ångrar. Får jag gifva råd, så se dig först om. Du behöfver icke frukta, det någon under tiden går dig i förväg." 
Johan Oxenstierna sades vara uppriktigt förälskad och gifte sig med Margareta mot sin familjs vilja fyra månader efter sin första frus död 1647. 1657 blev hon änka.

### Tredje äktenskapet
Vid sin andra makes död var Brahe en av Sveriges rikaste kvinnor.
Hon mottog 1660 ett frieri från greve Ludvig Henrik av Nassau-Dillenburg, 66 år gammal, och med 17 barn. Denne ansåg sig ha fått ett ja och skickade sina ambassadörer till Stockholm, men fann då att Margareta förlovat sig med den tjugoåttaårige lantgreven Fredrik II av Hessen-Homburg.Nassau framförde diplomatiska protester till änkedrottning Hedvig Eleonora och Per Brahe, men Margareta väntade inte på att de diplomatiska förhandlingarna skulle avslutas utan gifte sig med Fredrik under högtidliga former vid hovet 12 maj 1661 i närvaro av kungen och änkedrottningen.
Äktenskapet ansågs vara en skandal och omtalades ivrigt i tidens hovskvaller. Margareta levde sedan resten av livet med maken i Hessen. Vid sin död testamenterade hon till sin släkts förskräckelse sin personliga egendom till sin man "till tack för den ära och trohet, vilken hennes unge gemål städse visar henne".
Nassau utpekade Margareta som äktenskapsbryterska och Fredrik som förförare och krävde att de skulle bestraffas enligt tysk lag, och lät trycka en bok kallad: Die untreue Margaretha Brahe (den otrogna Margaretha Brahe). Boken gjordes till åtlöje i Tyskland.
Braheska gravvalvet och Braheska gravkoret gjordes på hennes beställning.